# Coppa del mondo di ciclismo su strada 1990
La Coppa del mondo di ciclismo su strada 1990 fu la seconda edizione della competizione internazionale della Unione Ciclistica Internazionale. Composta da tredici eventi, si tenne tra il 17 marzo ed il 27 ottobre 1990. Venne vinta dall'italiano della Chateau d'Ax Gianni Bugno.
Rispetto all'edizione precedente venne aggiunta la cronometro conclusiva di Lunel.

## Calendario
| Data         | Evento                             | Vincitore          | Squadra             | Leader della Cl. mondiale |
| ------------ | ---------------------------------- | ------------------ | ------------------- | ------------------------- |
| 17 marzo     | Milano-Sanremo (1990)              | Gianni Bugno       | Chateau d'Ax        | Gianni Bugno              |
| 1º aprile    | Giro delle Fiandre (1990)          | Moreno Argentin    | Ariostea            | Moreno Argentin           |
| 8 aprile     | Paris-Roubaix (1990)               | Eddy Planckaert    | Panasonic-Sportlife | Moreno Argentin           |
| 15 aprile    | Liegi-Bastogne-Liegi (1990)        | Eric Van Lancker   | Panasonic-Sportlife | Moreno Argentin           |
| 21 aprile    | Amstel Gold Race (1990)            | Adrie van der Poel | Panasonic-Sportlife | Moreno Argentin           |
| 29 luglio    | Wincanton Classic (1990)           | Gianni Bugno       | Chateau d'Ax        | Gianni Bugno              |
| 11 agosto    | Classica di San Sebastián (1990)   | Miguel Indurain    | Banesto             | Gianni Bugno              |
| 19 agosto    | Meisterschaft von Zürich (1990)    | Charly Mottet      | RMO                 | Gianni Bugno              |
| 16 settembre | Grand Prix de la Libération (1990) | TVM-Yoko           | TVM-Yoko            | Gianni Bugno              |
| 30 settembre | Grand Prix des Amériques (1990)    | Franco Ballerini   | Del Tongo-Rex       | Gianni Bugno              |
| 13 ottobre   | Paris-Tours (1990)                 | Rolf Sørensen      | Ariostea            | Gianni Bugno              |
| 20 ottobre   | Giro di Lombardia (1990)           | Gilles Delion      | Helvetia-La Suisse  | Gianni Bugno              |
| 27 ottobre   | Final-ITT Lunel (1990)             | Erik Breukink      | PDM-Concorde        | Gianni Bugno              |

## Classifiche
| Pos. | Corridore          | Squadra       | Punti |
| ---- | ------------------ | ------------- | ----- |
| 1    | Gianni Bugno       | Chateau d'Ax  | 133   |
| 2    | Rudy Dhaenens      | PDM-Concorde  | 99    |
| 3    | Sean Kelly         | PDM-Concorde  | 94    |
| 4    | Franco Ballerini   | Del Tongo-Rex | 89    |
| 5    | Gilles Delion      | Castorama     | 82    |
| 6    | Claudio Chiappucci | Carrera Jeans | 78    |
| 7    | Steve Bauer        | 7-Eleven      | 68    |
| 8    | Thomas Wegmüller   | Weinmann      | 67    |
| 9    | Rolf Sørensen      | Ariostea      | 66    |
| 10   | Federico Echave    | CLAS-Cajastur | 65    |

| Pos. | Squadra             | Punti |
| ---- | ------------------- | ----- |
| 1    | PDM-Concorde        | 92    |
| 2    | Helvetia-La Suisse  | 77    |
| 3    | Panasonic-Sportlife | 59    |
| 4    | Ariostea            | 55    |
| 5    | Weinmann-SMM Uster  | 52    |